# Kevin Porter Jr.
Pour les articles homonymes, voir Kevin Porter.
Bryan Kevin Porter Jr., né le 4 mai 2000 à Seattle dans l'État de Washington, est un joueur américain de basket-ball évoluant aux postes de meneur et arrière.

## Biographie

### Carrière universitaire
Entre 2018 et 2019, il joue pour les Trojans de l'USC à l'université du Sud de la Californie. Porter est suspendu au cours de la saison. Alors que les pronostics le classaient parmi les 5 premiers choisis lors de la draft 2019, sa cote chute en raison de problèmes de comportement.

### Carrière professionnelle

#### Cavaliers de Cleveland (2019-2021)
Le 20 juin 2019, lors de la draft NBA 2019, il est drafté en 30e position par les Bucks de Milwaukee. Le soir-même, il est transféré aux Pistons de Détroit avec Tony Snell contre Jon Leuer.
Le 26 juin 2019, ses droits de draft sont transférés aux Cavaliers de Cleveland en échange d'un second tour draft 2020, un second tour de draft 2021, un second tour de draft 2023 et un second tour de draft 2024.
Le 3 juillet 2019, il signe son premier contrat avec les Cavaliers.

#### Rockets de Houston (2021-2023)
En janvier 2021, après des problèmes judiciaires et d'attitude dans l'équipe, les Cavaliers souhaitent se débarrasser de Porter. Le 22 janvier 2021, il est transféré aux Rockets de Houston,.
Le 29 avril, il marque 50 points et fait 11 passes décisives dans une rencontre contre les Bucks de Milwaukee, il devient ainsi le plus jeune joueur avec au moins 50 points et 10 passes décisives dans une rencontre NBA, dépassant le record de précocité de LeBron James.
Le 17 octobre 2023, Kevin Porter Jr. est transféré en plus de deux second tour de draft au Thunder d'Oklahoma City en échange de Victor Oladipo et Jeremiah Robinson-Earl. Il est coupé par le Thunder dans la foulée et se retrouve agent libre.

#### PAOK Salonique (2024)
Kevin Porter Jr., confronté à de sérieux problèmes extra-sportifs et désormais indésirable en NBA, tente de relancer sa carrière en Grèce avec le PAOK Salonique où il signe jusqu'à la fin de la saison 2024.

#### Clippers de Los Angeles (2024-février 2025)
Agent libre à l'été 2024, il signe un contrat de deux saisons (avec la deuxième année en option) avec les Clippers de Los Angeles.

#### Bucks de Milwaukee (depuis février 2025)
En février 2025, Porter est envoyé aux Bucks de Milwaukee contre MarJon Beauchamp.
En juillet 2025, il est suspendu 4 rencontres par la NBA pour des violences conjugales contre Kysre Gondrezick datant de septembre 2023 et ayant causé la fracture d'une vertèbre. La NBA décide toutefois que ces matches de suspension ont déjà été effectués. Au niveau judiciaire, Porter plaide coupable et suit un programme de réhabilitation.

## Statistiques

### Universitaires
| Saison    | Équipe | Matchs | Titul. | Min./m | % Tir | % 3pts | % LF | Rbds/m. | Pass/m. | Int/m. | Ctr/m. | Pts/m. |
| --------- | ------ | ------ | ------ | ------ | ----- | ------ | ---- | ------- | ------- | ------ | ------ | ------ |
| 2018-2019 | USC    | 21     | 4      | 22,1   | 47,1  | 41,2   | 52,2 | 4,00    | 1,43    | 0,81   | 0,52   | 9,52   |
| Total     | Total  | 21     | 4      | 22,1   | 47,1  | 41,2   | 52,2 | 4,00    | 1,43    | 0,81   | 0,52   | 9,52   |

### Professionnelles

#### Saison régulière NBA
| Saison    | Équipe    | Matchs | Titul. | Min./m | % Tir | % 3pts | % LF | Rbds/m. | Pass/m. | Int/m. | Ctr/m. | Pts/m. |
| --------- | --------- | ------ | ------ | ------ | ----- | ------ | ---- | ------- | ------- | ------ | ------ | ------ |
| 2019-2020 | Cleveland | 50     | 3      | 23,2   | 44,2  | 33,5   | 72,3 | 3,24    | 2,18    | 0,92   | 0,28   | 9,96   |
| 2020-2021 | Houston   | 23     | 20     | 32,2   | 42,7  | 31,9   | 76,8 | 3,90    | 6,40    | 0,80   | 0,30   | 16,70  |
| 2021-2022 | Houston   | 61     | 61     | 31,3   | 41,5  | 37,5   | 64,2 | 4,40    | 6,20    | 1,10   | 0,30   | 15,60  |
| Total     | Total     | 137    | 87     | 28,5   | 42,4  | 35,2   | 68,6 | 3,90    | 4,70    | 1,00   | 0,30   | 13,70  |

Mise à jour le 13 septembre 2022

## Records sur une rencontre en NBA
Les records personnels de Kevin Porter Jr. en NBA sont les suivants, :
| Type de statistique        | Saison régulière | Saison régulière            | Saison régulière |
| Type de statistique        | Record           | Adversaire                  | Date             |
| -------------------------- | ---------------- | --------------------------- | ---------------- |
| Points                     | 50               | Bucks de Milwaukee          | 29 avril 2021    |
| Paniers marqués            | 16               | Bucks de Milwaukee          | 29 avril 2021    |
| Paniers tentés             | 26               | 2 fois                      | 2 fois           |
| Paniers à 3 points réussis | 9                | Bucks de Milwaukee          | 29 avril 2021    |
| Paniers à 3 points tentés  | 15               | Bucks de Milwaukee          | 29 avril 2021    |
| Lancers francs réussis     | 9                | 2 fois                      | 2 fois           |
| Lancers francs tentés      | 14               | Pistons de Détroit          | 10 novembre 2021 |
| Rebonds offensifs          | 4                | @ Lakers de Los Angeles     | 31 octobre 2021  |
| Rebonds défensifs          | 11               | @ Heat de Miami             | 5 avril 2025     |
| Rebonds totaux             | 12               | 2 fois                      | 2 fois           |
| Passes décisives           | 14               | 2 fois                      | 2 fois           |
| Interceptions              | 4                | 4 fois                      | 4 fois           |
| Contres                    | 2                | 8 fois                      | 8 fois           |
| Balles perdues             | 9                | @ Timberwolves du Minnesota | 20 octobre 2021  |
| Minutes jouées             | 42               | Hornets de Charlotte        | 27 novembre 2021 |

- Double-double : 23
- Triple-double : 3

Dernière mise à jour : 5 avril 2025

## Vie privée
Porter est né à Seattle, Washington d'Ayanna et Bryan Kevin Porter Sr. Son père a joué au football, basket-ball et baseball au Rainier Beach High School à Seattle dans les années 1990. En juillet 2004, quand Kevin Jr. avait quatre ans, son père a été touché par cinq balles et tué alors qu'il essayait d'aider une personne qui se faisait attaquer. De ce fait, il a été élevé par sa mère, qui devient son modèle. Porter a fait du sport pour rendre hommage à son père et se remettre de sa perte.